# 957

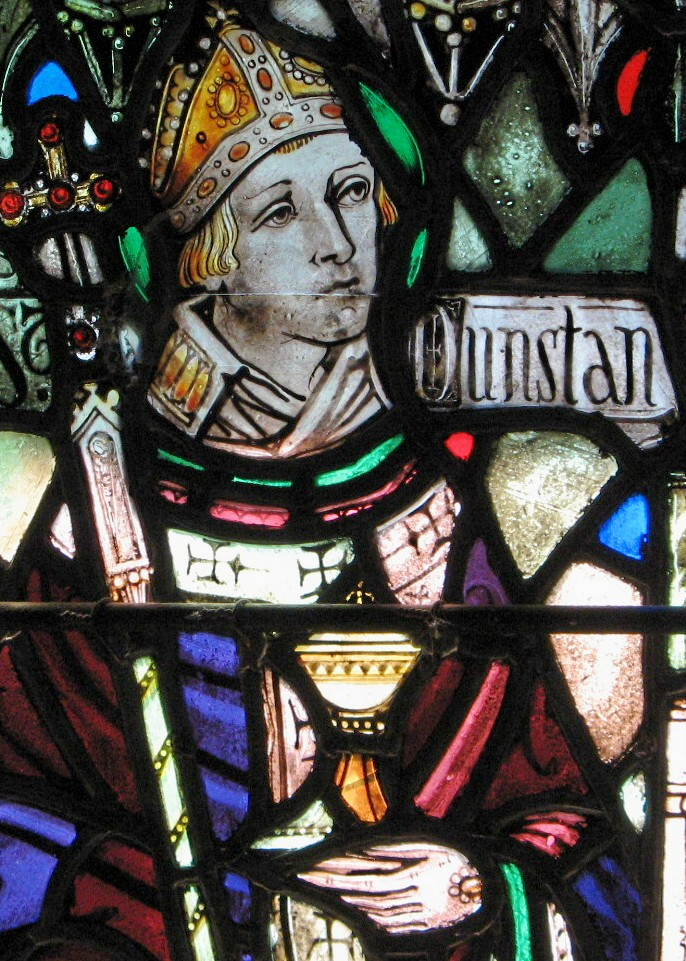
Afbeelding van Dunstan (ca. 909 - 988)

Het jaar 957 is het 57e jaar in de 10e eeuw volgens de christelijke jaartelling.

## Gebeurtenissen

### Europa
- 6 september - Liudolf, de oudste zoon van koning Otto I ("de Grote"), overlijdt onverwachts aan een hevige koorts tijdens zijn zegerijke militaire campagne nabij Pombia. Volgens geruchten zou Liudolf vergiftigd zijn door één van de spionnen van Berengarius II. Het expeditieleger keert terug naar Duitsland en laat Berengarius in controle over Italië. Liudolf wordt opgevolgd door zijn 3-jarige zoon Otto, hij wordt geadopteerd en opgevoed door zijn grootvader Otto, als de latere hertog van Zwaben en Beieren.[1]
- Reinier III ("Langhals"), graaf van de Henegouwen, wordt verslagen door aartsbisschop Bruno de Grote en verbannen. De Henegouw wordt gesplitst in de graafschappen Bergen en Valencijn.

### Engeland
- Mercia en Northumbria komen in opstand tegen de heerschappij van koning Edwy ("the All-Fair") en geven hun loyaliteit aan zijn jongere broer Edgar. De Engelse edelen (ondersteund door de kerk) komen overeen om het koninkrijk langs de rivier de Theems te verdelen. Edwy krijgt Wessex en Kent toegewezen en Edgar krijgt de gebieden ten noorden van de Theems.[2]

### Religie
- 2 februari - De Ierse monnik Columbanus wordt kluizenaar op het terrein van het kerkhof van de Sint-Baafskathedraal van Gent.
- Edgar roept de Engelse geestelijke Dunstan terug uit ballingschap en wordt door hem aangesteld als bisschop van Worcester.

## Overleden
- 6 september - Liudolf (27), hertog van Zwaben (r. 950 - 954)
- Rogier van Montreuil, graaf van Montreuil (r. 945 - 957)